# Черналевський Руслан Валентинович
Русла́н Валенти́нович Чернале́вський (5 березня 1970, Долина, Івано-Франківська область, Українська РСР — 8 лютого 2016, с. Новоселівка Друга, Ясинуватський район, Донецька область, Україна) — солдат Збройних сил України, учасник війни на сході України (13-й окремий мотопіхотний батальйон, 58-ма окрема мотопіхотна бригада).
По смерті залишилися дружина та донька.
Похований у м. Долина, Івано-Франківська область.

## Нагороди та вшанування
- Указом Президента України № 48/2017 від 27 лютого 2017 року «за особисту мужність, виявлену у захисті державного суверенітету та територіальної цілісності України, самовіддане виконання військового обов'язку» нагороджений орденом «За мужність» III ступеня (посмертно)[1].
- 12 березня 2014 року в м. Долина на фасаді школи, де навчався Руслан, відкрили меморіальну дошку[2].